# (1778) Alfvén
(1778) Alvén est un astéroïde de la ceinture principale découvert le 26 septembre 1960 par Cornelis Johannes van Houten, Ingrid van Houten-Groeneveld et Tom Gehrels à l'observatoire Palomar.
Il a été nommé plus tard d'après Hannes Olof Gösta Alfvén.